# Archytas araujoi
Archytas araujoi är en tvåvingeart som beskrevs av Guimaraes 1963. Archytas araujoi ingår i släktet Archytas och familjen parasitflugor. Inga underarter finns listade i Catalogue of Life.